# 洪錫疇
洪錫疇（？—？），福建南安人，清朝政治人物。举人出身。
光绪末年，福建乡试中举；担任广东三水知县。光绪三十三年，擔任廣東廣州府永安縣知縣（現紫金縣知縣）。后由蕭景瑞接任。